# Union Sportive de Biskra
L'Union Sportive de Biskra (in arabo الإتحاد الرياضي لبسكرة‎?), nota come US Biskra o semplicemente come Biskra, è una società calcistica algerina di Biskra. Milita nella Ligue 1, la massima divisione del campionato algerino di calcio.
Fondato nel 1934, il club ha come colori sociali il verde e il nero. Disputa le partite casalinghe allo stadio 18 febbraio di Biskra (35 000 posti).

## Palmarès

### Competizioni nazionali
- Campionato algerino di seconda divisione: 2

2004-2005, 2018-2019
- Campionato algerino di terza divisione: 1

2015-2016

## Organico

### Rosa
Aggiornata al 20 ottobre 2021.
| N. |                    | Ruolo | Calciatore              |
| -- | ------------------ | ----- | ----------------------- |
| 1  | Algeria (bandiera) | P     | Abderrahmane Bouchareb  |
| 3  | Algeria (bandiera) | D     | Mohamed Assil Sioued    |
| 4  | Algeria (bandiera) | D     | Tarek Adouane           |
| 5  | Algeria (bandiera) | C     | Ali Amriche             |
| 6  | Algeria (bandiera) | C     | Hamza Heriat            |
| 7  | Algeria (bandiera) | A     | Youcef Djahnit          |
| 8  | Algeria (bandiera) | C     | Mustapha Zeghnoun       |
| 9  | Algeria (bandiera) | A     | Mohamed Larbi Khoualed  |
| 10 | Algeria (bandiera) | A     | Hichem Mokhtar          |
| 11 | Algeria (bandiera) | C     | Hamza Ounnas            |
| 12 | Algeria (bandiera) | A     | El Hocine Rais          |
| 13 | Algeria (bandiera) | P     | Walid Ouabdi            |
| 14 | Algeria (bandiera) | D     | Mohamed Ikbal Boufligha |

| N. |                    | Ruolo | Calciatore                      |
| -- | ------------------ | ----- | ------------------------------- |
| 15 | Algeria (bandiera) | A     | Aimen Djebbar                   |
| 16 | Algeria (bandiera) | P     | Ali Bencherif                   |
| 17 | Algeria (bandiera) | D     | Bilal Boukarroum                |
| 18 | Algeria (bandiera) | A     | Mohamed Fenniri                 |
| 20 | Algeria (bandiera) | D     | Nacereddine Khoualed (capitano) |
| 21 | Algeria (bandiera) | A     | Hamza Demane                    |
| 22 | Algeria (bandiera) | C     | Hatem Dakhia                    |
| 23 | Algeria (bandiera) | D     | Adel Lakhdari                   |
| 24 | Algeria (bandiera) | C     | Noufel Ghassiri                 |
| 25 | Algeria (bandiera) | C     | Mohamed Chaibeddra Tani         |
| 26 | Algeria (bandiera) | C     | Hamza Salem                     |
| 27 | Algeria (bandiera) | C     | Hamza Yadroudj                  |